# Square Sofia
Le square Sofia est un jardin algérois. Le jardin est créé sur l'ancien fort de Bab Azzoun, dont une partie subsiste encore de nos jours. À l'indépendance, il est baptisé Sofia, du nom de la ville bulgare.

## Description
A l'interieur de ce square se dresse la  statuette de l'aviateur Georges Guynemer (1894-1917). 
Au milieu du square, se trouve la sculpture réalisée lors du Festival panafricain d'Alger en 1969.

## Accès
Le site est desservi par la ligne 1 du métro d'Alger à la station Tafourah - Grande Poste.
Il est desservi par les lignes de bus de l'ETUSA : 7. 